# أورنيثين ناقل الكربامويل

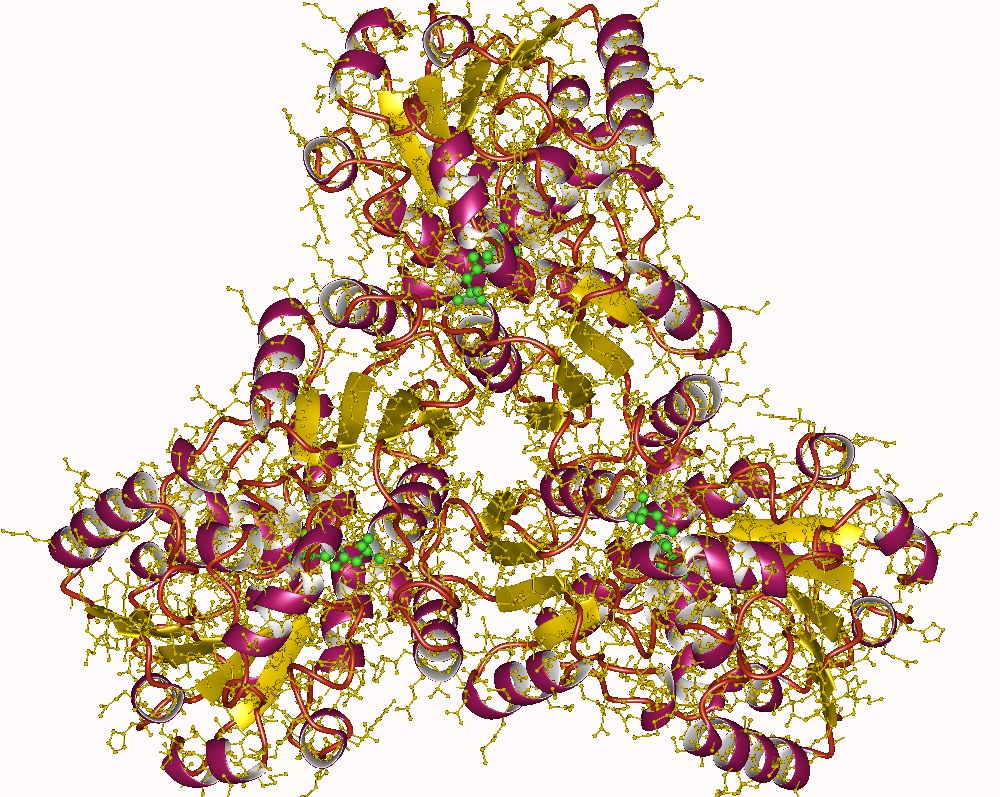
Ornithine transcarbamylase trimer, Human.

أورنيثين ناقل الكربامويل (بالإنجليزية: Ornithine transcarbamylase)‏ اختصارا (OTC) هو إنزيم يحفز التفاعل بين فوسفات الكربامويل (CP) والأورنيثين (أورن) لتشكيل السيترولين (CIT) والفوسفات (P ط). ويقوم هذا الانزيم بنقل المجموعات احادية الكربون، للميثيلاز (Methylase) في النباتات والميكروبات، وتشارك في أرجينين الحيوي (ARG) الحيوي.

## موقعه
يتمركز هذا الجين على الذراع القصير من الصبغي
(X Xp21.1). في جين واتسون بسلسلة عددها 68968 في الطول. يقع البروتين في الميتوكوندريا المصفوفة. في حين أنه في الثدييات يقع في الميتوكوندريا وجزء من دورة اليوريا .

## آلية رد الفعل

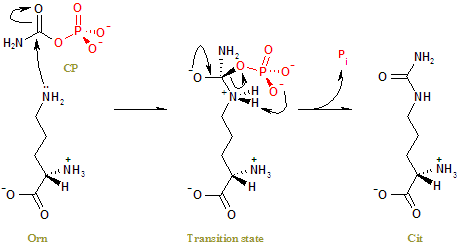
جانب من سلسلة المجموعة الأمينية من الأورن الذي يهاجم كربون الكربونيل من CP nucleophilically، يسار

## وصلات خارجية
- GeneReviews/NCBI/NIH/UW entry on Urea Cycle Disorders Overview

http://ghr.nlm.nih.gov/condition/ornithine-transcarbamylase-deficiency